# 佐伯浩
佐伯 浩（さえき ひろし、1941年7月1日 - ） は、日本の工学者。専門は、海岸工学、湾岸工学、氷工学、寒地海洋工学。

## 経歴
出生から修学期
1941年、満洲で生まれた。出身は宮崎県。1960年、宮崎県立宮崎大宮高等学校を卒業し、北海道大学工学部に進学。土木工学科で学び、1964年に卒業。同大学大学院工学研究科土木工学専攻に進み、1966年に修士課程を修了。
工学研究者として
1966年、北海道大学工学部講師に就いた。1968年に同助教授に昇格。1983年、学位論文『海氷の強度特性と海岸・海洋構造物の耐氷設計法に関する研究』を北海道大学に提出して工学博士号を取得。翌1984年、北海道大学工学部教授に昇格。2007年、第17代北海道大学総長に就任した。2013年に北海道大学ならびに総長を退任し、名誉教授となった。
学界では、2014年より寒地港湾空港技術研究センター会長、アークス取締役

## 受賞・栄典
- 2017年11月：瑞宝重光章を受章[5]

## 著作

### 共著
- 『海岸工学概論』近藤俶郎・佐々木幹夫・水野雄三・佐藤幸雄・佐伯浩共著、森北出版 2005
  - POD版 2018 [6]